# MSC Magnifica
Az MSC Magnifica egy Musica osztályú üdülőhajó, amelyet az MSC Cruises üzemeltet. Az STX Europe által Saint-Nazaire-ben épített hajó 2010 márciusában állt szolgálatba.
Az MSC Cruises bejelentette minden észak-amerikai útvonal felfüggesztését 2020. június 30-ig a Covid19-pandémia miatt.

## Tervezés és leírás

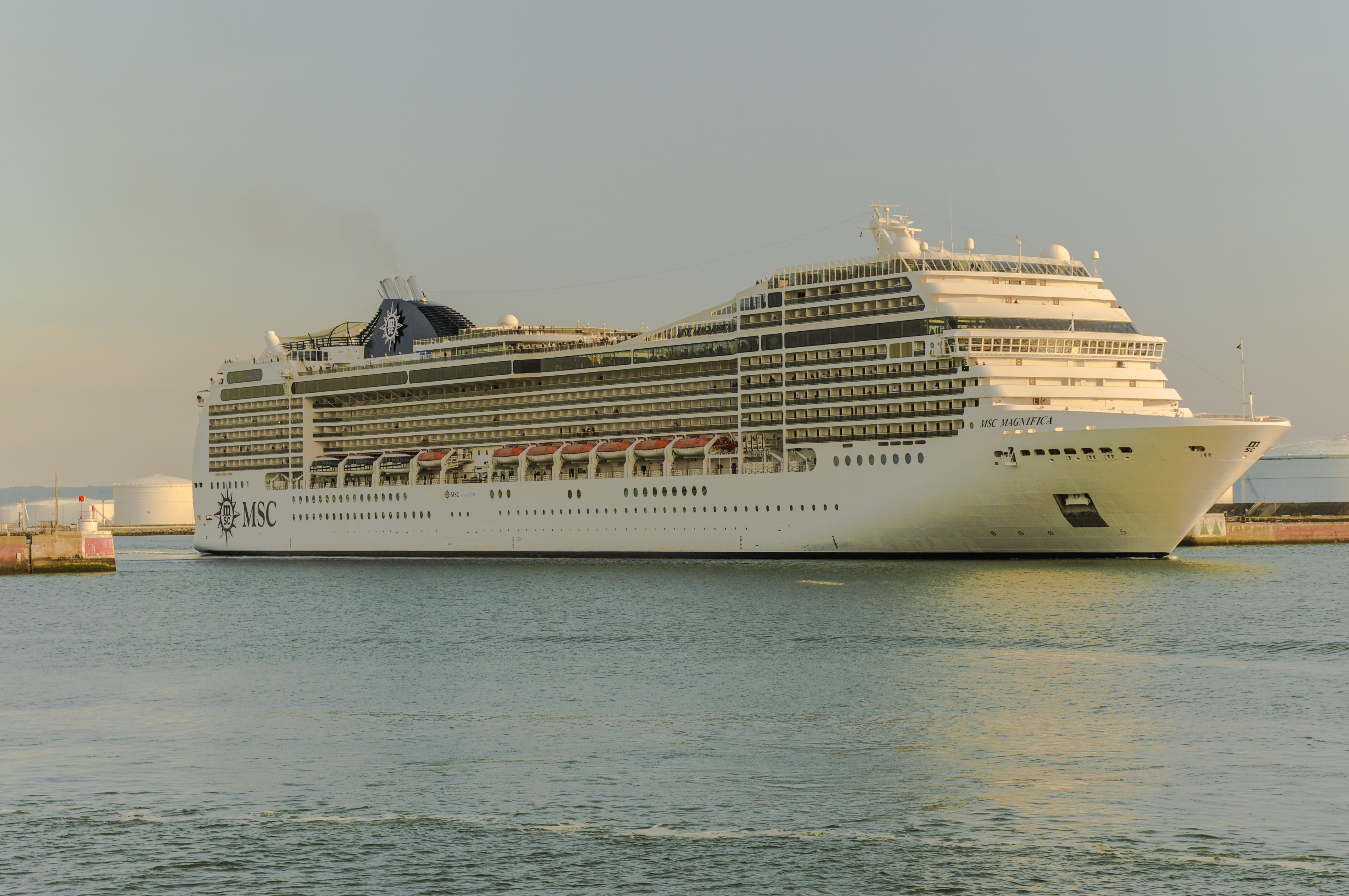
MSC Magnifica, Le Havre, Franciaország, 2013. augusztus 29.

A negyedik hajó, amelyet a Musica osztály stílusa szerint építettek, az MSC Magnifica-t az STX Europe építette a franciaországi Saint-Nazaire-i hajógyárban.   547 millió dollárba került.
A hajó 293,8 méter (963 ft 11 in) hosszú, 32,2 méter (105 ft 8 in) széles. A 93,330 tonnás hajó maximális sebessége elérheti a 23 csomót. Az MSC Magnifica 1,259 fülkével rendelkezik, melyekben 3,605 utas fér el.  A hajón egy 1,027 fős személyzet van.

### Felszerelés
A hajónak a 13, az utasok számára hozzáférhető fedélzetein három úszómedence, egy tornaterem, egy gyógyfürdő és wellness-központ, egy 1250 férőhelyes színház, egy kaszinó, egy mozi, egy tekepálya, valamint számos étkező és bár található.

### Újraszerelés
2019. szeptember 10-én bejelentették, hogy az MSC Magnifica 2021 márciusától két hónapig egy száraz dokkban lesz, hogy 23 méterrel meghosszabbítsák. A 140 millió eurós felújítás két új éttermet, egy új bevásárlónegyedet, egy új vízi parkot, 215 új kabint (92 erkéllyel) és a legmodernebb ökológiai rendszereket hozta. A hajó parti áramellátó rendszert is kapott.

## Épít és karrier
Az MSC Magnificát 2009. január 16-án indították el a száraz dokkból. A 72 órás tengeri próbaidőszak 2010. január 17-én véget ért. A zászlóváltási ünnepségét 2010. február 25-én Saint-Nazaire-ban tartották. A hajót 2010. március 6-án egy hamburgi ünnepségen keresztelte el az MSC Cruises flottájának keresztanyja, Sophia Loren olasz színésznő.
Az MSC Magnificát 2014 áprilisában kritizálták, miután kiderült, hogy a brazil rendőrségnek Salvadorban a személyzet tizenegy tagját kellett kimentenie, akik „rabszolgaszerű körülmények között” éltek.
2019. január 5-én az MSC Magnifica megkezdte az első világ körüli útját. A hajó Genovából indult 119 napra. Az MSC Magnifica 6 kontinensen, 32 országban és 49 kikötőben járt. A hajó 2019. május 3-án visszatért Genovába.
Az MSC Magnifica 2020 januárjában indult a második világ körüli útjára. A 116 éjszakás hajóút Genovában kezdődött 2020. január 5-én, és 23 ország 43 kikötőjébe ment volna. A hajó a tervek szerint 2020. április 30-án fejezte be világjáró kirándulását Genovában.

## Események

### Koronavírus-világjárvány
2020. március 23-án a hajó a nyugat-ausztráliai Fremantle felé vette az irányt tankolás és utánpótlás céljából, de megtagadták tőle a kikötést, mert a hatóságok tévesen úgy vélték, hogy COVID-19-es betegek vannak a fedélzeten; a személyzet tagadta, hogy bármiféle vírusos esetet fedeztek volna fel.
A hajónak nem engedélyezték a kikötést Dubajban, és április 6-án "technikai megállót" tett a Srí-Lanka-i Colombóban, ahol egy 75 éves német szívbeteget és egy Srí Lanka-i szakácsot leszállítottak, aki a közösségi médián sikeresen kérte, hogy engedjék haza. A Srí Lanka-i haditengerészet vette át őket;  április 14-én a hajót evakuáló német nő meghalt.
2020. április 20-án az MSC Magnifica kikötött Marseille-ben, Franciaországban, minden utasát kiszállítva befejezte a körutazást. Az MSC Cruises kijelentette, hogy egyetlen utas és személyzet sem mutatott koronavírusra utaló tüneteket. Egyes utasok korábban március közepén szálltak ki Ausztráliában, és egy jelentés szerint Európába akartak repülni. A hajó többi vendége továbbutazott Franciaországba.

## Fordítás
- Ez a szócikk részben vagy egészben  a   MSC Magnifica című angol Wikipédia-szócikk ezen változatának fordításán alapul.  Az eredeti cikk szerkesztőit annak laptörténete sorolja fel. Ez a jelzés csupán a megfogalmazás eredetét és a szerzői jogokat jelzi, nem szolgál a cikkben szereplő információk forrásmegjelöléseként.